# Declan Stacey
Declan Stacey (Wahroonga, 9 luglio 1993) è un tuffatore australiano.

## Biografia
E' allenato da Chava Sobrino, che allenò anche il campione olimpico Matthew Mitcham, oro ai Giochi olimpici di Pechino 2018.
Si è qualificato ai campionati mondiali di nuoto di Budapest 2017 nel concorso dei tuffi dalla piattaforma 10 metri individuale e sincro. Nel concorso individuale ha ottenuto la qualificazione per la semifinale con il quindicesimo posto. È stato eliminato in semifinale, dopo aver completamente sbagliato il quarto tuffo, ed ha chiuso la competizione al diciottesimo posto. La competizione è stata vinta dal britannico Tom Daley. Nella piattaforma sincro, in coppia con Domonic Bedggood, si è classificato ottavo.
Ai Giochi del Commonwealth Gold Coast 2018 ha vinto la medaglia di bronzo nella piattaforma 10 metri sincro con il connazionale Domonic Bedggood.

## Palmarès
- Giochi del Commonwealth

Gold Coast 2018: bronzo nella piattaforma 10 m. sincro;